# Transform Schauspielschule

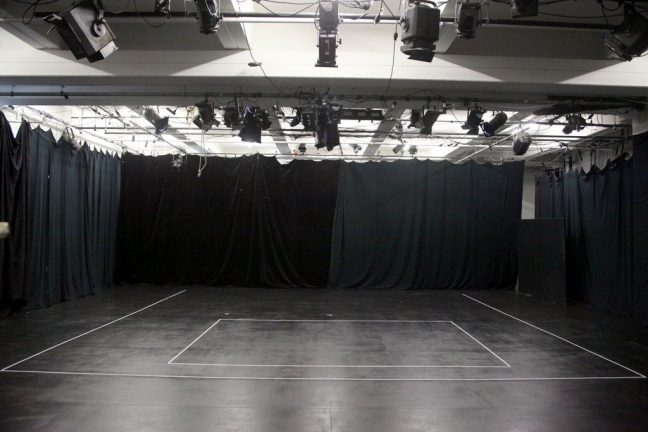
Bühne der Transform Schauspielschule und des Teatr Studios am Salzufer in Berlin

Die Transform Schauspielschule (eigene Schreibweise: TRANSform Schauspielschule) in Berlin wurde am 15. Januar 2002 von Janina Szarek gegründet. Sowohl Ausbilder als auch die Studierenden kommen aus dem In- und Ausland. Die Studenten sollen darauf vorbereitet werden, auf dem europäischen Markt arbeiten zu können – besonders in der Filmbranche. Die Schule ist staatlich anerkannt. Sie bietet sieben Semester (dreieinhalb Jahre) Schauspielausbildung für Theater, Film und Fernsehen auf praxisorientierter Basis und endet mit einem Diplom. Die Schule verfügt über eine 200 m² große Bühne mit 120 Zuschauerplätzen. Zu den bekannten Absolventen zählen Karolina Lodyga und Mehmet Bozdoğan.

## TeatrStudio am Salzufer
Diese Bühne wurde unter der Schirmherrschaft des damaligen Regierenden Bürgermeisters Klaus Wowereit am 28. Februar 2004 als Teatr Studio am Salzufer eröffnet. Seitdem werden auf der Studiobühne regelmäßig eigene Produktionen, europäische Projekte und Gastspiele aus Deutschland und dem Ausland präsentiert. Das Teatr Studio am Salzufer ist eine Spielstätte des deutsch-polnischen Theaterfestivals Kontrapunkt.
Sie kooperiert und macht Austausch mit europäischen Schauspielschulen und Theatern, besonders intensiv mit polnischen Partnern. Die internationalen Projekte der Schule wurden bis jetzt finanziell unterstützt durch den Senat von Berlin, die Kulturstaatsminister (den Beauftragten der Bundesregierung für Kultur und Medien bei dem Bundeskanzler – BKM) und der Stiftung für deutsch-polnische Zusammenarbeit in Warschau.

## Die Internationale Theater-Werkstatt Berlin (ITW)
Die Internationale Theater-Werkstatt Berlin (ITW) e.V ist der juristische Träger und die finanzielle und organisatorische Basis für die Transform Schauspielschule und das Teatr Studio am Salzufer. Der Schwerpunkt der ITW liegt in der Organisation eines engeren Zusammenrückens zwischen Künstlern aus Ost- und Westeuropa.
Die ITW wurde im Mai 1999 von internationalen Theater- und Filmkünstlern gegründet. Sie organisiert und unterstützt europäische Theater- und Filmprojekte, insbesondere deutsch-polnische Projekte. Sie unterstützt die Schauspielausbildung auf europäischer und internationaler Basis.